# گمینا خاژلاخ
گمینا خاژلاخ (به لهستانی:  Gmina Hażlach) یک گمینا در لهستان است که در شهرستان چیشن واقع شده‌است. گمینا خاژلاخ ۴۹٫۰۲ کیلومتر مربع مساحت و ۹٬۹۹۹ نفر جمعیت دارد.